# Domus de Vilatammar
Domus de Vilatammar és una obra de Sant Martí d'Albars (Lluçanès) declarada bé cultural d'interès nacional.

## Descripció
Casa allargada construïda sobre la roca viva. Està estructurada en tres cossos diferents i té coberta a dues aigües amb teula àrab. Actualment ha estat transformada en mas, de manera que de l'antiga casa forta només en resten elements aïllats, guarda, però, la disposició de fortalesa dels segles XIV-XV. Destaquen dos portals adovellats i unes escales que condueixen a les entrades. Hi ha algunes parts que s'han datat cap el 1100; si bé el material usat està molt erosionat, conserva la seva estructura antiga. Davant de la casa hi ha una lliça o pati datat cap el 1600-1700 així com altres dependències. Com a element de l'antiga fortificació en resta una espitllera.

## Història
Vilatammà fou coneguda com a vil·la rural des del segle X i com a casa forta des del segle xii. La totalitat de l'actual terme municipal pertanyia a l'antic terme del castell de Lluçà. El llinatge d'aquesta família que vivia en aquesta fortalesa es perfila a partir del 1183 amb Bernat de Vilatamar. Més tard el llinatge es va refondre amb els Palmerola o de Vilatamar. La seva filla Blanca es casà amb Pere Despujol de Voltregà i seguí les vicissituds d'aquesta família. Aquesta antiga domus s'ha transformat en mas, que encara conserva la disposició de la fortalesa dels segles XIV-XV.
També hi hagué una capella dedicada a St. Miquel des del segle xiii que desaparegué el 1685.